# Antoni Suchodolski (zm. 1788)
Antoni Suchodolski herbu Janina (zm. w 1788 roku) – sędzia grodzki lubelski przed 1776 rokiem, regent grodzki lubelski w latach 1765-1769, komornik graniczny lubelski w latach 1759-1765, burgrabia lubelski w latach 1758-1760.